# Sainte-Thérèse-de-la-Gatineau
Sainte-Thérèse-de-la-Gatineau est une municipalité du Québec située dans la MRC de La Vallée-de-la-Gatineau en Outaouais. 

## Toponymie
Elle est nommée en l'honneur de Thérèse de Lisieux.

## Démographie
| 1991 | 1996 | 2001 | 2006 | 2011 | 2016 | 2021 |
| ---- | ---- | ---- | ---- | ---- | ---- | ---- |
| 380  | 411  | 377  | 335  | 526  | 520  | 588  |

## Administration
Les élections municipales se font en bloc pour le maire et les six conseillers.
| Sainte-Thérèse-de-la-Gatineau Maires depuis 2001                                                                     |                     |         |          |
| Élection | Maire               | Qualité | Résultat |
| 2001 | Roch Carpentier     |         | Voir     |
| 2005 | Roch Carpentier     | Voir    |          |
| 2009 | Roch Carpentier     | Voir    |          |
| 2013 | André Carle         |         | Voir     |
| 2017 | Roch Carpentier (2) |         | Voir     |
| 2021 | Roch Carpentier (2) | Voir    |          |
| Élection partielle en italique Depuis 2005, les élections sont simultanées dans toutes les municipalités québécoises |                     |         |          |